# Gargouille (Yuri Topolov)
Pour les articles homonymes, voir Gargouille (homonymie).
ne doit pas être confondu avec le personnage de la Gargouille (Isaac Christians) et la Gargouille grise
Yuri Topolov, alias la Gargouille (« Gargoyle » en version originale) est un super-vilain évoluant dans l’univers Marvel de la maison d'édition Marvel Comics. Créé par le scénariste Stan Lee et le dessinateur Jack Kirby, le personnage de fiction apparaît pour la première fois dans le comic book The Incredible Hulk #1 en 1962.
Le personnage est connu pour être le premier super-vilain ennemi de Hulk. Il ne doit pas être confondu avec la  Gargouille (Isaac Christians), un ancien membre des Défenseurs.

## Historique de publication
Le personnage de fiction apparaît pour la première fois dans le comic book The Incredible Hulk #1 de 1962, scénarisé par Stan Lee et dessiné par Jack Kirby. Ce premier comic book présente les origines de Hulk et fournit un premier super-vilain au monstre vert. Il sera republié à de nombreuses reprises. En 1978, les six premiers comic books sur Hulk sont réimprimés dans un recueil intitulé Incredible Hulk.
En 2008, Yuri Topolov est mentionné dans le livre Scholastic Avengers Encyclopedia qui fournit les biographies de membres des Vengeurs dont Hulk. En 2012, la Gargouille apparaît dans le roman graphique Hulk: Season One qui revisite les origines du colosse vert. En 2016, le premier comic book sur Hulk est réimprimé dans Incredible Hulk Epic Collection: Man or Monster?.

## Biographie du personnage
Yuri Topolov, surnommé la « Gargouille » en raison de son apparence difforme, est un brillant savant travaillant pour le régime soviétique. Sa difformité serait due à une exposition massive aux radiations. Son fils, Kondrati Topolov, surnommé le « Gremlin », hérite de cette malformation génétique. Manipulé par le régime, Yuri Topolov fait partie d’un groupe de russes qui veut voler les plans du programme nucléaire des États-Unis, dont l'invention du Dr Bruce Banner que l'espion Igor Starsky est chargé de voler.
Apprenant l’existence d’un géant vert nommé Hulk, la Gargouille décide de le capturer pour l'utiliser à ses fins. Il le maîtrise et l'envoie en Russie à bord d'une fusée, dans laquelle le titan vert repris sa forme humaine, celle de Bruce Banner. Quand la Gargouille réalise que Hulk et Banner ne font qu'un, il lui demande une faveur, celle de le faire redevenir humain. C'est ce que fait Banner à l'aide de radiations en échange de la promesse que, une fois guéri, il tue toute l'équipe des espions russes. Il meurt sous sa forme humaine en éliminant plusieurs généraux du régime avec une bombe.

## Pouvoirs et capacités
La Gargouille est un savant qui, soumis à de fortes doses radioactives développe une forme de nanisme et d’hydrocéphalie. Yuri Topolov est un inventeur et un scientifique très doué, particulièrement en physique.

## Analyse du personnage
Le super-vilain la Gargouille souffre de difformités causées par irradiation. Le personnage reflète une des préoccupations durant la Guerre froide : exposition aux radiations et leurs effets sur le corps humain.
Le récit de la rencontre entre Hulk et la Gargouille est également teinté de propagande montrant la supériorité du système américain comparé au soviétique. L'Américain Bruce Banner est altruiste lorsqu'il accepte d'aider son ravisseur et il est plus intelligent que l'un des plus grands cerveaux russes puisqu'il est capable de guérir la Gargouille.
Le changement d'idéologie politique de Yuri Topolov est accompagné par ses retrouvailles avec sa forme humaine non déformée.

## Adaptation dans d'autres médias

### Télévision
Le personnage est adapté dans la série d'animation The Incredible Hulk (1996). En version originale, il est doublé par l'acteur Mark Hamill,.

### Jeux vidéo
- 2016 : Lego Marvel's Avengers - personnage pouvant être débloqué.